# The Mirror Never Lies
The Mirror Never Lies è un film del 2011 della regista indonesiana Kamila Andini.

## Trama
La piccola Pakis non si dà pace ed aspetta il ritorno del padre pescatore scomparso in mare. Si aggrappa allo specchio che lui le ha dato, sperando con la magia di vedere la sua immagine riflessa.
Favola sui miti dell'uomo e del mare, interpretata dalla popolazione dei badjao, nomadi del mare, che vivono nell'arcipelago di Wakatobi, paradiso naturalistico dell'Indonesia.
Il film evoca uno stile di vita perfettamente integrato con l'oceano, ma anche tragicamente alla sua mercé, lanciando un forte messaggio ecologista.

## Riconoscimenti
- 2011 - Mumbai Film Festival
  - Premio giovani talenti